# Dawan Robinson
Pour les articles homonymes, voir Robinson.
Dawan Robinson, né le 10 février 1982 à Philadelphie en Pennsylvanie, est un joueur américain de basket-ball.